# NGC 7188
NGC 7188 (другие обозначения — PGC 67943, ESO 601-11, MCG -4-52-12) — галактика в созвездии Водолей.
Этот объект входит в число перечисленных в оригинальной редакции «Нового общего каталога».